# Schweizer Parlamentswahlen 1878
Die Schweizer Parlamentswahlen 1878 fanden am 27. Oktober 1878 statt. Zur Wahl standen 135 Sitze des Nationalrates. Die Wahlen wurden nach dem Majorzwahlrecht vorgenommen, wobei das Land in 48 unterschiedlich grosse Nationalratswahlkreise unterteilt war. Die Freisinnigen (bzw. Radikal-Liberalen) blieben stärkste Kraft, obwohl sie erneut Sitze und Wähleranteile verloren und das schlechteste Ergebnis in der Majorz-Ära erzielten. Zulegen konnten hingegen Katholisch-Konservative und gemässigte Liberale. Das neu gewählte Parlament trat in der 11. Legislaturperiode erstmals am 2. Dezember 1878 zusammen.

## Wahlkampf
Die durch den Gründerkrach von 1873 verursachte «Grosse Depression» löste in der Schweiz eine industrielle Strukturkrise aus, die vor allem die Uhrenindustrie und die Textilindustrie erfasste. Bedingt durch einen Preiszerfall war auch die Landwirtschaft betroffen. Auswirkungen auf den Wahlkampf hatte insbesondere die Krise der privaten Eisenbahngesellschaften, die 1877 mit dem Konkurs der Schweizerischen Nationalbahn und der Zwangsversteigerung der Bern-Luzern-Bahn ihren Höhepunkt erreicht hatte. Darüber hinaus stand am 19. Januar 1879 eine Referendumsabstimmung über eine umstrittene Bundessubvention für die in Kapitalnöten steckende Gotthardbahn bevor. Leere Staatskassen, wachsende Schuldenberge und sinkende Löhne beherrschten ebenso die Schlagzeilen. In verschiedenen Kantonen machte das Volk Gebrauch vom neuen Referendumsrecht, um Finanz- und Steuervorlagen zu Fall zu bringen. Der Grütliverein initiierte Verfassungsrevisionen in den Kantonen Aargau, Bern, Graubünden und St. Gallen, die jedoch erst mehrere Jahre später verwirklicht wurden. Angesichts der anhaltenden Krise wurden die Freisinnigen als Vertreter des modernen Kapitalismus und Liberalismus in die Defensive gedrängt.
Trotz der allgemeinen Unzufriedenheit gelang es den konservativen Kräften aber nicht, entscheidend von der Schwäche der Freisinnigen und der mit ihnen verbündeten Demokraten zu profitieren. Hauptsächlich dafür verantwortlich waren die weiterhin schwach ausgeprägten Organisationsstrukturen der Opposition. Dem 1875 gegründeten «Eidgenössischen Verein», einer Vereinigung der evangelischen Rechten, gelang es in verschiedenen Kantonen nicht, Sektionen aufzubauen und sich so zu einer gesamtschweizerischen Partei zu entwickeln. Sozialdemokraten und Grütlianer verzichteten weitgehend auf eigene Kandidatenlisten. Im Gegensatz etwa zur Reichstagswahl 1878 im Deutschen Kaiserreich hielten sich die Verluste für die liberalen Kräfte in Grenzen, was auf ihre bessere Organisation zurückzuführen ist.
Während der 10. Legislaturperiode hatte es aufgrund von Vakanzen zehn Ersatzwahlen in sieben Wahlkreisen gegeben, dabei gewannen die gemässigten Liberalen zwei Sitze hinzu. 1878 gab es insgesamt 58 Wahlgänge (einen weniger als drei Jahre zuvor). In 40 von 48 Wahlkreisen waren die Wahlen bereits nach dem ersten Wahlgang entschieden. In der zweiten Hälfte des 19. Jahrhunderts war es üblich, dass die amtierenden Bundesräte zu einer Komplimentswahl antraten; d. h., sie stellten sich als Nationalräte zur Wahl, um sich von den Wählern ihre Legitimation als Mitglieder der Landesregierung bestätigen zu lassen. Joachim Heer verzichtete auf eine Kandidatur und gab im Dezember seinen Rücktritt als Bundesrat bekannt. Numa Droz wurde aufgrund seiner gemässigten Politik nicht mehr von den Neuenburger Radikaldemokraten aufgestellt; ausserhalb seines Heimatkantons war er hingegen völlig unbestritten, so dass die Bundesversammlung ihn im Amt bestätigte. Mit der letzten Ergänzungswahl am 24. Januar 1879 war der Nationalrat komplett.
Im Vergleich zu 1875 war die Wahlbeteiligung 2,2 Prozent tiefer. Den höchsten Wert wies der Kanton Schaffhausen auf, wo aufgrund der dort geltenden Wahlpflicht 95,1 % ihre Stimme abgaben. Werte von über 80 % wiesen ansonsten nur die Kantone Aargau und Appenzell Ausserrhoden auf. Das geringste Interesse an den Wahlen gab es im Kanton Schwyz mit 26,7 % Beteiligung. Eindeutige Wahlverlierer waren die Freisinnigen und Demokraten mit 6 bzw. 5 Sitzverlusten. Hingegen legten die Katholisch-Konservativen und gemässigten Liberalen um 4 Sitze zu, die evangelische Rechte um 3 Sitze. Mit einem Wähleranteil von 34,8 % erzielten die Freisinnigen das schlechteste Ergebnis in der bis 1919 dauernden Majorz-Ära.

## Ergebnis der Nationalratswahlen

### Gesamtergebnis
Von 634'080 volljährigen männlichen Wahlberechtigten nahmen 360'542 an den Wahlen teil, was einer Wahlbeteiligung von 56,9 % entspricht.
Die 135 Sitze im Nationalrat verteilten sich wie folgt:
- DL: 10
- FL: 57
- LM: 26
- ER: 5
- KK: 37

| \| Partei \| Sitze 1875 \| vor Auf- lösung \| Sitze 1878 \| +/− \| Wähler- anteil \| +/− \| \| ------------ \| ---------- \| --------------- \| ---------- \| --- \| -------------- \| ------ \| \| FL \| 63 \| 62 \| 57 \| −6 \| 34,8 % \| −3,4 % \| \| KK \| 33 \| 33 \| 37 \| +4 \| 26,3 % \| +0,6 % \| \| LM \| 22 \| 24 \| 26 \| +4 \| 23,2 % \| +5,3 % \| \| DL \| 15 \| 14 \| 10 \| −5 \| 09,4 % \| −2,3 % \| \| ER \| 2 \| 2 \| 5 \| +3 \| 05,1 % \| +0,3 % \| \| Soz \| – \| – \| – \| – \| 00,2 % \| +0,1 % \| \| kl. Parteien \| – \| – \| – \| – \| 00,1 % \| +0,1 % \| \| Diverse \| – \| – \| – \| – \| 00,9 % \| −0,7 % \| | - FL = Freisinnige Linke (Freisinnige, Radikale, Radikaldemokraten) - LM = Liberale Mitte (Liberale, Liberaldemokraten) - KK = Katholisch-Konservative - ER = Evangelische Rechte (evangelische/reformierte Konservative) - DL = Demokratische Linke (Demokraten, Demokratische Partei) - Soz = Sozialdemokraten |                 |            |     |                |        |
| Partei | Sitze 1875 | vor Auf- lösung | Sitze 1878 | +/− | Wähler- anteil | +/−    |
| FL | 63 | 62              | 57         | −6  | 34,8 %         | −3,4 % |
| KK | 33 | 33              | 37         | +4  | 26,3 %         | +0,6 % |
| LM | 22 | 24              | 26         | +4  | 23,2 %         | +5,3 % |
| DL | 15 | 14              | 10         | −5  | 09,4 %         | −2,3 % |
| ER | 2 | 2               | 5          | +3  | 05,1 %         | +0,3 % |
| Soz | – | –               | –          | –   | 00,2 %         | +0,1 % |
| kl. Parteien | – | –               | –          | –   | 00,1 %         | +0,1 % |
| Diverse | – | –               | –          | –   | 00,9 %         | −0,7 % |

Hinweis: Eine Zuordnung von Kandidaten zu Parteien und politischen Gruppierungen ist nur bedingt möglich. Der politischen Wirklichkeit des 19. Jahrhunderts entsprechend kann man eher von Parteiströmungen oder -richtungen sprechen, deren Grenzen teilweise fliessend sind. Die verwendeten Parteibezeichnungen sind daher eine ideologische Einschätzung.

### Ergebnisse in den Kantonen
Die nachfolgende Tabelle zeigt die Verteilung der errungenen Sitze auf die Kantone.
| Kanton                 | Sitze total | Wahl- kreise | Betei- ligung | FL | FL | KK | KK | LM | LM | DL | DL | ER | ER |
| ---------------------- | ----------- | ------------ | ------------- | -- | -- | -- | -- | -- | -- | -- | -- | -- | -- |
| Aargau                 | 10          | 3            | 82,2 %        | 4  |    | 3  |    | 3  |    |    |    |    |    |
| Appenzell Ausserrhoden | 2           | 1            | 84,4 %        | 1  | −1 |    |    | 1  | +1 |    |    |    |    |
| Appenzell Innerrhoden  | 1           | 1            | 77,6 %        |    |    | 1  |    |    |    |    |    |    |    |
| Basel-Landschaft       | 3           | 1            | 35,5 %        | 3  | +2 |    |    | −  | −1 | −  | −1 |    |    |
| Basel-Stadt            | 2           | 1            | 54,1 %        | 1  | −1 |    |    | 1  | +1 |    |    |    |    |
| Bern                   | 25          | 6            | 38,0 %        | 22 | −2 |    |    |    |    |    |    | 3  | +2 |
| Freiburg               | 6           | 2            | 57,3 %        |    |    | 6  |    |    |    |    |    |    |    |
| Genf                   | 4           | 1            | 56,9 %        | −  | −4 |    |    | 4  | +4 |    |    |    |    |
| Glarus                 | 2           | 1            | 49,0 %        | 1  |    |    |    | 1  |    |    |    |    |    |
| Graubünden             | 5           | 3            | 65,3 %        | 2  | −1 | 1  |    | 1  |    |    |    | 1  | +1 |
| Luzern                 | 7           | 4            | 47,8 %        | 1  |    | 5  |    | 1  |    |    |    |    |    |
| Neuenburg              | 5           | 1            | 44,1 %        | 5  |    |    |    |    |    |    |    |    |    |
| Nidwalden              | 1           | 1            | 38,1 %        |    |    | 1  |    |    |    |    |    |    |    |
| Obwalden               | 1           | 1            | 50,4 %        |    |    | 1  |    |    |    |    |    |    |    |
| Schaffhausen           | 2           | 1            | 95,1 %        | 1  | +1 |    |    |    |    | 1  | −1 |    |    |
| Schwyz                 | 2           | 1            | 26,7 %        |    |    | 2  |    |    |    |    |    |    |    |
| Solothurn              | 4           | 1            | 68,4 %        | 4  | +1 |    |    | –  | −1 |    |    |    |    |
| St. Gallen             | 10          | 3            | 76,5 %        | 1  | −1 | 4  | +2 | 4  | +1 | –  | −2 | 1  |    |
| Tessin                 | 6           | 2            | 57,8 %        |    |    | 6  |    |    |    |    |    |    |    |
| Thurgau                | 5           | 1            | 73,5 %        | 2  |    |    |    | 1  |    | 2  |    |    |    |
| Uri                    | 1           | 1            | 52,7 %        |    |    | 1  |    |    |    |    |    |    |    |
| Waadt                  | 11          | 3            | 35,5 %        | 9  | +2 |    |    | 2  | −2 |    |    |    |    |
| Wallis                 | 5           | 3            | 56,1 %        | −  | −2 | 5  | +2 |    |    |    |    |    |    |
| Zug                    | 1           | 1            | 37,8 %        |    |    | 1  |    |    |    |    |    |    |    |
| Zürich                 | 14          | 4            | 72,2 %        |    |    |    |    | 7  | +1 | 7  | −1 |    |    |
| Schweiz                | 135         | 48           | 56,9 %        | 57 | −6 | 37 | +4 | 26 | +4 | 10 | −5 | 5  | +3 |

## Ständerat
Die Wahlberechtigten konnten die Mitglieder des Ständerates nur in sechs Kantonen selbst bestimmen: In den Kantonen Solothurn, Thurgau und Zürich an der Wahlurne, in den Kantonen Appenzell Ausserrhoden, Nidwalden und Obwalden durch die Landsgemeinde. In allen anderen Kantonen erfolgte die Wahl indirekt durch die jeweiligen Kantonsparlamente.